# آونباخ
آونباخ (به آلمانی: Avenbach) یک رود در آلمان است که در بادن-وورتمبرگ واقع شده‌است.